# Sielsowiet Horodziłowo
Sielsowiet Horodziłowo (biał. Гарадзілаўскі сельсавет, ros. Городиловский сельсовет) – sielsowiet na Białorusi, w obwodzie mińskim, w rejonie mołodeczańskim. Siedziba urzędu mieści się w Horodziłowie.

## Miejscowości
- agromiasteczko:
  - Bierazinskaje
- wsie:
  - Apoleje
  - Barbarowo
  - Barouszczyna (pol. Puziki)
  - Biała
  - Biarozki (pol. Trockie)
  - Dziemiesze
  - Horodziłowo
  - Kiziłowo
  - Korale
  - Łużek
  - Michałowo
  - Obuchowszczyzna
  - Padlesnaja (pol. Cielatki)
  - Piekary
  - Porzecze
  - Pożarnica
  - Rożewicze
  - Sieńkowszczyzna
  - Skarynowicze
  - Sokolniki
  - Sołtany
  - Sowłowo
  - Szypulicze
  - Ukropowo
  - Widawszczyzna
  - Zamoście
  - Żurewicze
- chutor:
  - Kuczuki
- nieistniejące miejscowości:
  - Biała Łuża
  - Korniłówka
  - Kozarezy
  - Krasny Dwór
  - Łostajszczyzna
  - Ostaszki
  - Siemiany
  - Wańkowszczyzna
  - Wygódka